# La novice se dévoile
Pour les articles homonymes, voir Novice (homonymie).
Pour plus de détails, voir Fiche technique et Distribution.
La novice se dévoile (La novizia) est une comédie érotique italienne réalisée par Giuliano Biagetti et sortie en 1975.

## Synopsis
Vittorio, un beau jeune homme, retourne dans sa Sicile natale à cause de la mauvaise santé de son oncle Don Ninì. Il pense le trouver mourant, mais finalement son état n'est pas bien grave. Don Ninì convainc Vittorio de se montrer décontracté avec tous les habitants du village, en particulier entreprenant avec les femmes, afin de démontrer le prestige et la virilité du nom de famille...

## Notice technique
Sauf indication contraire, les informations mentionnées dans cette section peuvent être confirmées par la base de données cinématographiques IMDb,  présente dans la section « Liens externes ».
- Titre français : La novice se dévoile[2]
- Titre original : La novizia
- Réalisation : Giuliano Biagetti (sous le nom de « Pier Giorgio Ferretti »)
- Scénario : Giuliano Biagetti, Giorgio Mariuzzo .
- Photographie : Franco Villa
- Montage : Alberto Moriani
- Musique : Berto Pisano
- Décors : Stefano Valle
- Costumes : Tellino Tellini
- Assistance à la réalisation : Ennio Marzocchini
- Production : Enzo De Punta
- Société de production: BiPa Cinematografica
- Pays de production :  Italie
- Langue de tournage : italien
- Format : Couleurs - 1,85:1 - Son mono
- Genre : Comédie érotique italienne
- Durée : 94 minutes
- Dates de sortie : 
  - Italie : 5 décembre 1975
  - France : 7 janvier 1981[2]

## Distribution
- Gloria Guida : Maria alias sœur Immacolata
- Gino Milli : Vittorio
- Lionel Stander : Ne Ninì
- Femi Benussi : Nuziatina
- Maria Pia Conte : Franca